# Ямтлі

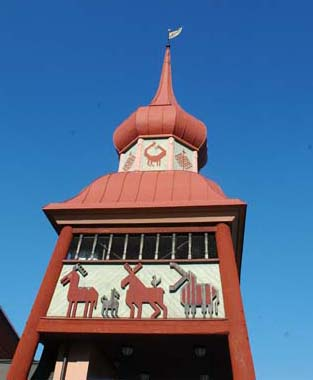
Дзвіниця в Ямтлі

Ямтлі (швед. Jamtli) — регіональний музей провінцій Ємтланд і Гер'єдален, розташований у шведському місті Естерсунд. Цей музей просто неба - один з найбільших музеїв подібного роду в  Швеції.

## Історія
Музей просто неба був відкритий в 1912 році. У перші роки музей був зосереджений на колекціонуванні й експонуванні історичних будівель і предметів, а також організував курси народного танцю, ремесел і музики. Метою музею було збереження живих традицій, які зникали внаслідок індустріалізації. З 1913 року музей редагує щорічник  Jämten .
Наприкінці 1920-х почалось будівництво головної будівлі музею. Він відкрився для публіки в 1930 році з виставок текстилю та археологічних знахідок, етнографічних артефактів і мистецтва. Головними пам'ятками були знамениті гобелени з Оверхогдаля (Överhogdal) - найбільш збережені ткані полотна епохи  вікінгів. В 1930-ті, археолог, феміністка і дружина округу губернатора Ханна Рід зіграла важливу роль у розвитку музею, виявляючи особливий інтерес до традиційних костюмів регіону.
У 1953 році музей почав влаштовувати народні танці на відкритих майданчиках. Танці стали дуже популярними і проводились щоліта до 1979 року.  Етнолог Йоран Росандер був призначений новим директором в 1967 році, і йому вдалося залучити більше відвідувачів до музею завдяки новим виставкам. Також він був ініціатором різних етнологічних досліджень в регіоні.
У 1971 році Стен Ренцог замінив Росандера. У той час поширювалися альтернативні методи навчання та нові думки про роль музею в суспільстві. Предмети і будівлі більше не повинні бути мертвими; вони повинні були бути включені в повсякденну діяльність в музеї. В Ямтлі нові ідеї викликали активізацію. З 1986 року з'явились літні театральні вистави, які показують життя і побут людей різних історичних епох. "Історична країна Ямтлі" ( Ямтлі Historieland ) була головною визначною пам'яткою літнього сезону і надихнула на аналогічний період "Зимова країна Ямтлі" в лютому-березні.

## Ямтлі сьогодні

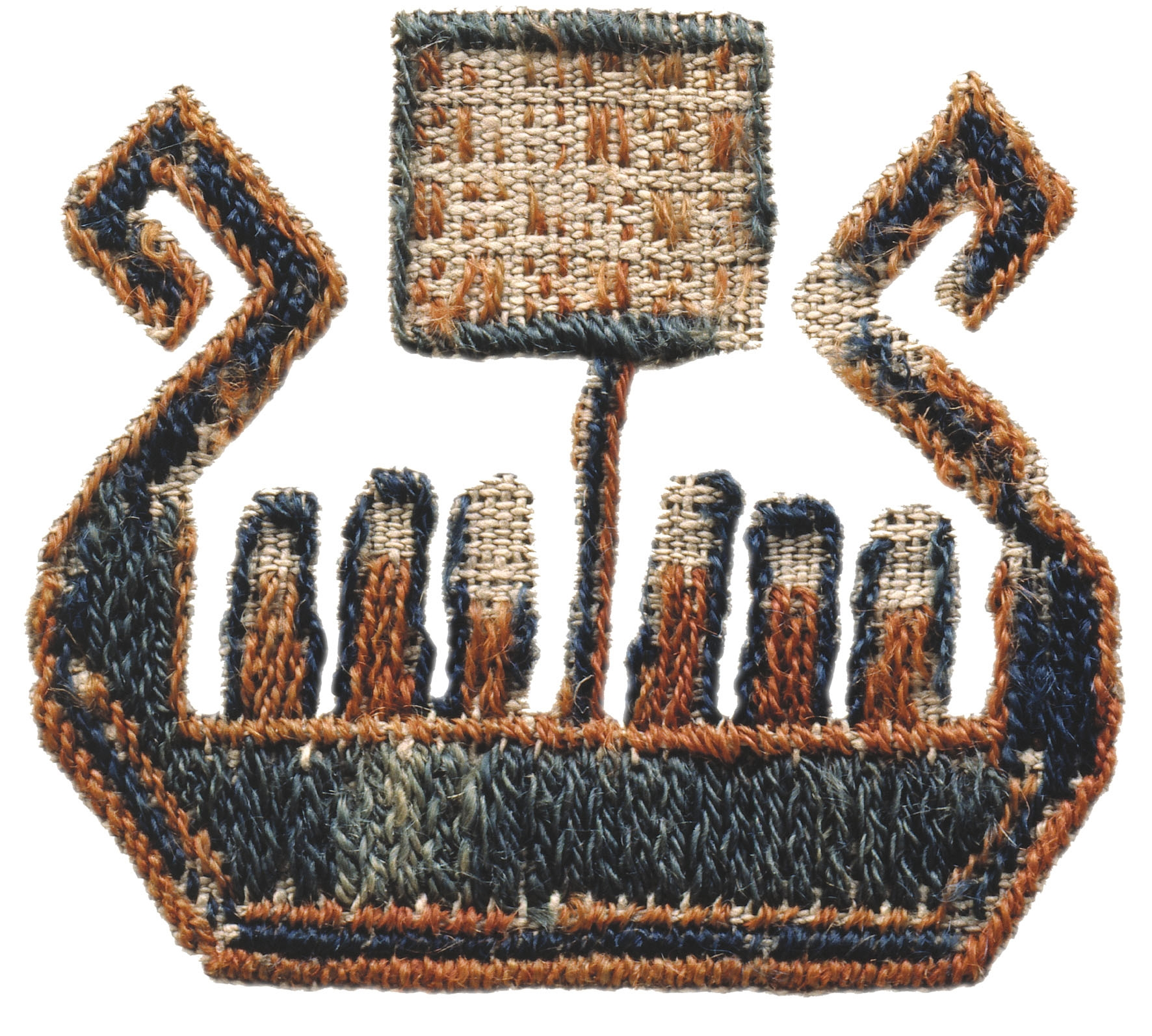
Гобелен з Оверхогдаля

У 1990 році було розпочато будівництво нового музею з сучасним обладнанням. П'ять років по тому будівлю відкрили для публіки, з серією нових виставок, що показують історію культури Ямтланду.
Ямтлі сьогодні бере участь у ряді проектів з партнерами з усієї Європи. Ямтлі був удостоєний декількох премій в останні роки, в тому числі премії Великої туризму (Stora Turismpriset) в 2000 році і Національної дитячої туристичної премії (Barnens Turistpris) в 2006 році.